# Two Point Studios
Two Point Studios ist ein britischer Computerspieleentwickler, der am 26. Juli 2016 von Ben Hymers, Mark Webley und Gary Carr gegründet wurde. Mark Webley und Gary Carr wirkten auch an der Entwicklung von Theme Hospital und später Fable mit. Im Mai 2019 wurde das Unternehmen von Sega gekauft.

## Geschichte
Im Mai 2017 wurde in Abstimmung mit Sega die Entwicklung einer Simulation angekündigt. Im Januar 2018 wurde ihr erstes Spiel Two Point Hospital, ein spiritueller Nachfolger von Theme Hospital, angekündigt und am 30. August 2018 veröffentlicht. Am 25. Februar 2020 wurde die Konsolenversion von Two Point Hospital veröffentlicht. Die Krankenhaus-Wirtschaftssimulation erhielt gute Kritiken.
Im Juni 2021 kündigte Two Point Studios die Veröffentlichung von Two Point Campus ihr zweites Projekt, für den 9. August 2022 an. Dabei handelt es sich um eine Universitäts-Wirtschaftssimulation. Das Spiel erhielt im Vorfeld bereits gute Kritiken.
Im August 2024 auf der Gamescom kündigten die Entwickler schließlich die Veröffentlichung einer Museums-Wirtschaftssimulation Two Point Museum als Nachfolger an.

## Auszeichnungen
Ihr erstes Projekt Two Point Hospital wurde 2019 in der Kategorie „Best Original IP“ der Develop:Star Awards ausgezeichnet.